# Diana Kjaer
Diana Kjaer, född 5 februari 1945 i Bromma, död 31 januari 2005 i Hornstull, Stockholm, var en svensk skådespelare.

## Biografi
Kjaer antogs vid Teaterhögskolan i Stockholm 1968  och avslutade sina studier 1971. Hon filmdebuterade emellertid 1968 i Åke Falcks Vindingevals och gjorde därefter karriär i ganska många avklädda roller på film under 1970-talet, däribland Kyrkoherden (1970) och Dagmars heta trosor (1971). 1974 medverkade hon i Lars Molins Huvudsaken är att kämpa väl? på Norrbottensteatern och 1975 spelade hon Anitra i Stockholms Stadsteaters uppsättning av Peer Gynt.
Vid sidan av teatern gav Kjaer ut singeln När jag vaknar 1974 på skivbolaget Metronome. Lars Forssell skrev låtens text. Hon avled fem dagar före sin 60-årsdag och är begravd på Norra begravningsplatsen utanför Stockholm.

## Filmografi
- 1968 – Vindingevals
- 1968 – Fanny Hill
- 1969 – Skottet
- 1970 – Belgrove Hotel, Goodbye
- 1970 – Som hon bäddar får han ligga
- 1970 – Kyrkoherden
- 1971 – Dagmars heta trosor
- 1971 – Lockfågeln
- 1972 – Bröderna Malm (TV-serie)
- 1972 – Firmafesten
- 1972 – Georgia, Georgia
- 1973 – Inferno
- 1973 – Baksmälla
- 1975 – Ungkarlshotellet
- 1981 – Dödsvirveln
- 1985 – August Strindberg ett liv
- 1990 – Greger Olsson köper en bil

## Teater

### Roller (ej komplett)
| År   | Roll        | Produktion                                                             | Regi             | Teater                     |
| ---- | ----------- | ---------------------------------------------------------------------- | ---------------- | -------------------------- |
| 1968 | Medverkande | Kar de Mummas nyårsrevy, revy Kar de Mumma                             | Hasse Ekman      | Folkan                     |
| 1971 |             | Karl Svenssons underbara öden Pi Lind och Jolo                         | Pi Lind          | Stockholms parkteater      |
| 1972 | Tekla       | Fordringsägare August Strindberg                                       | Ulf Reinhard     | Dramatiska Institutet      |
| 1974 |             | Huvudsaken är att kämpa väl? Lars Molin                                | Christian Lund   | Norrbottensteatern         |
| 1975 | Anitra      | Peer Gynt, del II Henrik Ibsen                                         | Fred Hjelm       | Stockholms stadsteater     |
| 1978 |             | Vi betalar inte! Vi betalar inte! (Non si paga! Non si paga!) Dario Fo | Christian Lund   | Lilla Teatern, Helsingfors |
| 1983 |             | Lysistrate (Λυσιστράτη, Lysistrátē) Aristofanes                        | Judith Hollander | Fredstältet, Gärdet        |
| 1984 | Modern      | Pelikanen August Strindberg                                            | Bernhard Krook   | Strindbergsmuseet          |